# Oka (dopływ Angary)
Oka – rzeka w Rosji, w Buriacji i w obwodzie irkuckim.
Rzeka jest lewym dopływem Angary. Ma długość 630 km. Źródła ma w Sajanie Wschodnim, a uchodzi do Zbiornika Brackiego.